# Alicja Zommer
Alicja Zommer-Kubicka (ur. 18 stycznia 1931, zm. 15 lipca 2016 w Łodzi) – polska aktorka filmowa, telewizyjna oraz teatralna.

## Życiorys
W 1956 r. ukończyła studia na łódzkiej PWST. Jej debiut teatralny miał miejsce 3 lutego 1956 r. na scenie Teatru Powszechnego w Łodzi. W latach 1956–57 zaangażowana w Teatrze im. Bogusławskiego w Kaliszu. Od 1957 do 1991 występowała w Teatrze im. Jaracza w Łodzi.

## Życie prywatne
Była żoną aktora Janusza Kubickiego. Ich syn, Maciej Kubicki, zajmuje się scenografią.

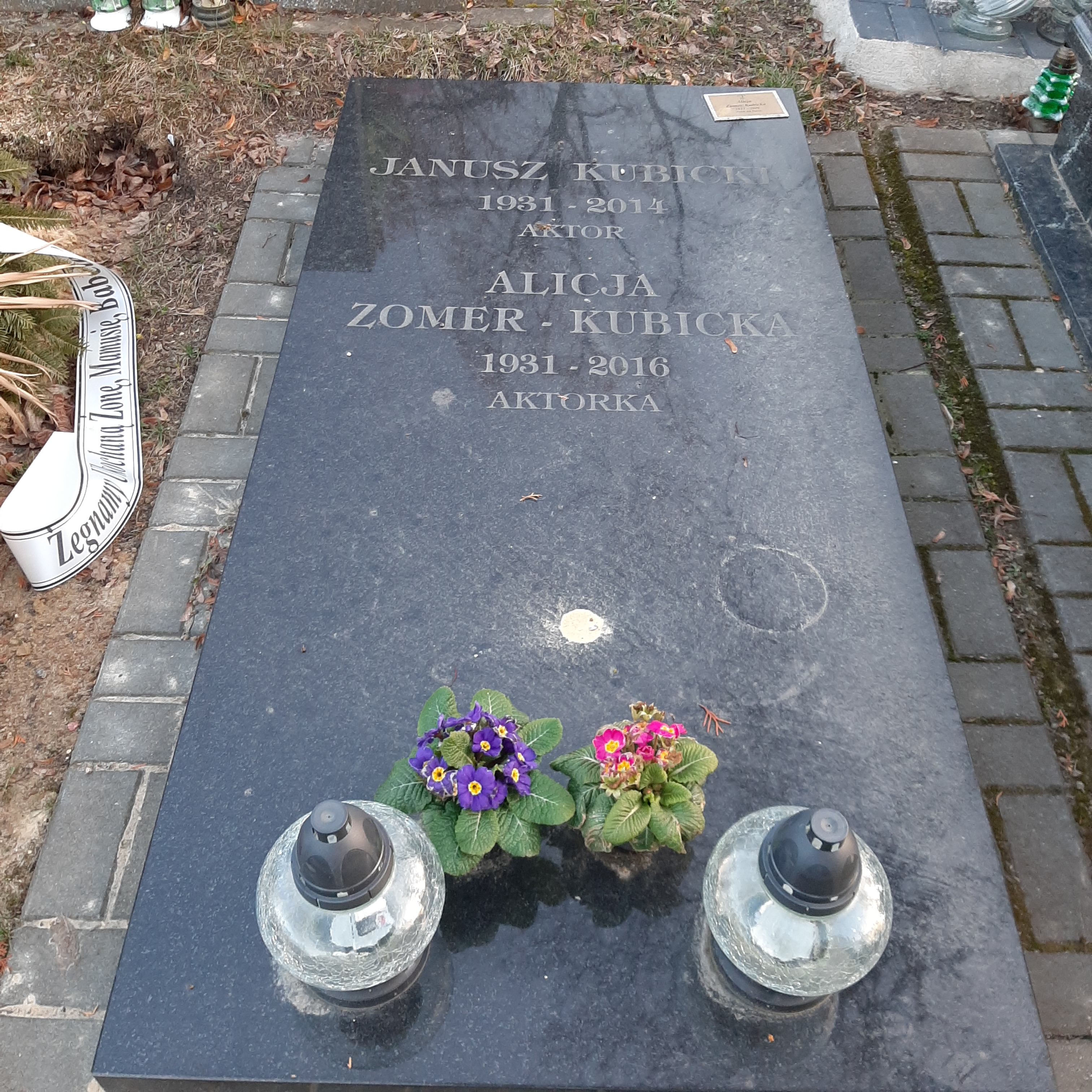
Grób aktorów Alicji Zommer-Kubickiej i Janusza Kubickiego na cmentarzu komunalnym na Dołach w Łodzi

## Wybrana filmografia
- Kryptonim Nektar jako aktorka Alicja grająca w „Janie Kazimierzu” (1963)
- Kapitan Sowa na tropie jako Jadwiga Grabik, sekretarka w Motozbycie (1965)
- Z przygodą na ty jako kustosz w zamku (odc. 7) (1966)
- Stawka większa niż życie jako doktor Marta Becher (1967)
- Katarynka jako sąsiadka pana Tomasza(1967)
- Twarz anioła jako strażniczka rzucająca okruchy chleba (1970)
- Klara i Angelika (1976)
- Przed maturą jako nauczycielka historii, wychowawczyni Marty (1980)
- Seksmisja jako szefowa radiolokacji (1983)
- Wakacje w Amsterdamie jako sędzia (1985)
- Pożegnanie jesieni (1990)

## Odznaczenia
- Odznaka honorowa miasta Łodzi (1978)
- Złoty Krzyż Zasługi (1979)